# Cantó de Narbona-Sud

El cantó al departament de l'Aude

El cantó de Narbonne-Sud és un cantó francès del departament de l'Aude, a la regió d'Occitània. Està inclòs al districte de Narbona, té 2 municipis i el cap cantonal és Narbona. Està creuat per l'autopista coneguda per La Llenguadociana. Arriba fins a l'estany de Sijan (en francès, Sigean).

## Municipi
- Bajas
- Narbona